# E電

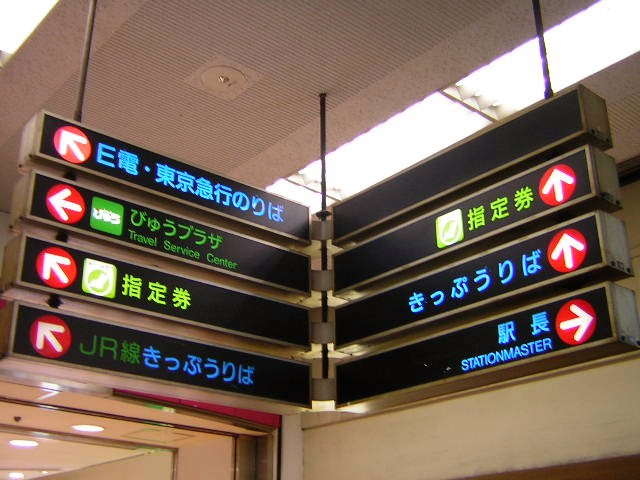
蒲田駅に残存していた「E電」表記（現在は撤去、2005年撮影）

E電（イーでん）とは、1987年（昭和62年）の日本国有鉄道（国鉄）分割民営化に伴い、「国鉄（近郊区間の）電車」の略称である「国電」に代わるものとして、東日本旅客鉄道（JR東日本）が決めた愛称（造語）。英語表記の場合は「INTRA-CITY AND suburban TRAINS」（「都市近郊区間列車」の英訳）。
「E電」の「E」には「East（東、（JR）東日本）、Electric（電気、電車）、Enjoy（楽しむ）、Energy（エネルギー）などの意味が込められている」と説明された。
しかし一般にこの愛称が定着することはなく、2016年時点においても「死語」として有名な言葉の一つであるが、一方でJR東日本の社内用語としては残存している。

## 登場の経緯
都市部の近距離電車について、国鉄時代は主に首都圏で「国電」という用語が広く使われていた。鉄道省時代は「省電」、それ以前の鉄道院時代は「院電」であった。中距離電車（中電）に対する概念であり、JR発足後の電車特定区間におおむね相当する。
国鉄分割民営化により「国鉄電車」でなくなったため、意味上のずれが生じることになった。そこで「国電」に代わる新たな愛称を、分割民営化直後の1987年4月20日から5月5日に一般公募した。その結果、59,642通（2,513案）の応募があった。応募では1位は「民電」5,311通となり、以下2位「首都電」2,863通、3位「東鉄」2,538通、4位「日電」2,281通、5位「民鉄」1,786通と続いた。
その中から小林亜星、沼田早苗、JR東日本副社長の山之内秀一郎はじめ同社役員6名による選考委員会により、2位の「首都電」、20位の「E電」の2つに絞り込まれた。なお、8位までは1,000通以上の応募があったが、20位の「E電」は390通に過ぎなかった。
5月13日には新愛称を「E電」と発表、翌14日には「E電」のヘッドマークを装着した列車も走り出した。
公募結果とかけ離れた選考・採用は不評を招いたが、他の候補が選ばれなかった理由はあり、1位の「民電」は「民営化されたことを示す名前で、その他の私鉄（民鉄）電車とも紛らわしく、長く定着するとは思えない」、2位の「首都電」は「『スト電』と揶揄（やゆ）される可能性があり、また言いにくい」、 3位の「東鉄」は「語感が堅く、国鉄時代の『東京鉄道管理局』の略称と同じで、新鮮味がない」などが挙げられた。また上位候補には「日電」「民鉄」「東電」「都電」「関電」などの応募もあったが、すでに他の企業・団体や路線の略称として使われていたために除外された。
こうして「国電」の代わりとして制定された「E電」であったが、そもそもどの範囲を「E電」とするか（電車特定区間か、東京近郊区間か、中距離電車を含めるか）が曖昧であった。
愛称については「関東と関西で統一する」という案もあったが、「分割民営化したのだから各社に任せるべきだ」との声から実現しなかった。関西ではその後、JR西日本により「アーバンネットワーク」という愛称が制定され（ただしこちらは電車特定区間以外の区間も含まれる）、それなりに知名度もあるのは対照的であった。しかし2000年代後半以降は「アーバンネットワーク」の愛称もほとんど使用されていない。

## 普及の失敗
当時のJR各電車内の中吊り広告では、日本テレビ『ズームイン!!朝!』内のコーナー「ウィッキーさんのワンポイント英会話」で知られたアントン・ウィッキーを登用し、「E電、いい言葉でしょ？」というフレーズで宣伝を行った。また、同時期に始まったドア上の横長広告スペースを利用した4コマ漫画型の自社広告「ひと駅マンガ」（漫画：安藤しげき）でも「E電」を宣伝した。
大々的にネーミングされた「E電」であったが、結局は普及せず、1990年代初頭までにはほとんど使われなくなった。「国鉄」の代替呼称である「JR」が、広く全国的に元の「国電」を含むものとして定着し、多くの人は「E電」という呼称を使用せず、「JR」または「JR線」を「国電」や「汽車」（地方では国鉄のことをこう呼んだ）の代わりに使用するか、路線名を直接呼ぶことで代替するようになった。不動産会社の広告でも「E電○○駅下車徒歩何分」といった表現はほとんど使われなかった。JR以外の私鉄などでの旅客案内においても、乗換案内や駅の表示では「JR線」とするか、路線名を直接案内している。
「E電」が定着しなかったことについては、ネーミングの失敗例としてしばしば取り上げられた。
不評だった原因の一例として、「E」は野球等でいう「エラー（Error）」を表すなど、「E」という文字にマイナスのイメージがあったことが挙げられる。読売新聞は発表翌日の1987年5月14日朝刊で「E電 イイ電? エラー電?」の見出しとともに、塩田丸男の「イースト、エンジョイのEといっても、エラーのEでありエロ（エロス、Ἔρως）のEでもある。ちょっと、どうかと思うねえ」とのコメントを載せた。実際に「E電」のヘッドマークを装着した列車が走り始めた14日には新川崎駅や新松戸駅で人身事故のためダイヤが乱れ、同日の毎日新聞夕刊は「E電は“エラー電”?!」の見出しで8段抜き社会面トップ記事にて報じた。
「E電」のネーミングに対しては、国語審議会でも「日本語を乱す」として問題視されたほか、当時の運輸大臣であった石原慎太郎も「無神経なネーミング」と批判した。なお、のちに石原は東京都知事に就任後、都営地下鉄12号線の路線名称公募で候補において1位であった「東京環状線」を批判して撤回させ「大江戸線」としている（詳細は「都営地下鉄大江戸線#路線名決定までの経緯」を参照）。
当時の日本ソフトバンクが発行していたパソコン雑誌『Oh!X』1987年12月号（40頁）に、『Oh!MZ』からの改題記念特別企画として掲載されていた記事「東京パソコン購入アドベンチャー」には「E電（なんて呼び名誰が使ってるのだろうか）秋葉原駅を降りると…」という記述があり、誕生からわずか半年程度にもかかわらず定着していなかったことが窺える。
また、1990年8月9日付『日本経済新聞』夕刊では「もはや死語」と書かれるなど、命名3年で早くも「死語」扱いされるほど定着しなかった。
選考委員であった小林亜星は、1994年に『読売新聞』の取材に対し、「私たちは選考過程を監視する立場だったが、妥当なものが少なく、これしかなかったというのが実情。それをマスコミ挙げての不協和音に恐れをなしたJRが、自信をもって使わなかったのだから、定着しないのも当然」とコメントしている。
2017年11月8日付『毎日新聞』掲載のコラム「ことば 賞味期限を探る「広辞苑」10年ぶり改訂　新語、流行語、そして死語」で、三省堂国語辞典編集者の飯間浩明は「横柄なイメージだった国鉄が民営化した途端に言い出したので、『何がE電だ』という反感が強かったのではないでしょうか。後に『Suica』が面白がられて定着したことを考えると、今なら受け入れられたかもしれない。」と指摘している。

## 現存する「E電」

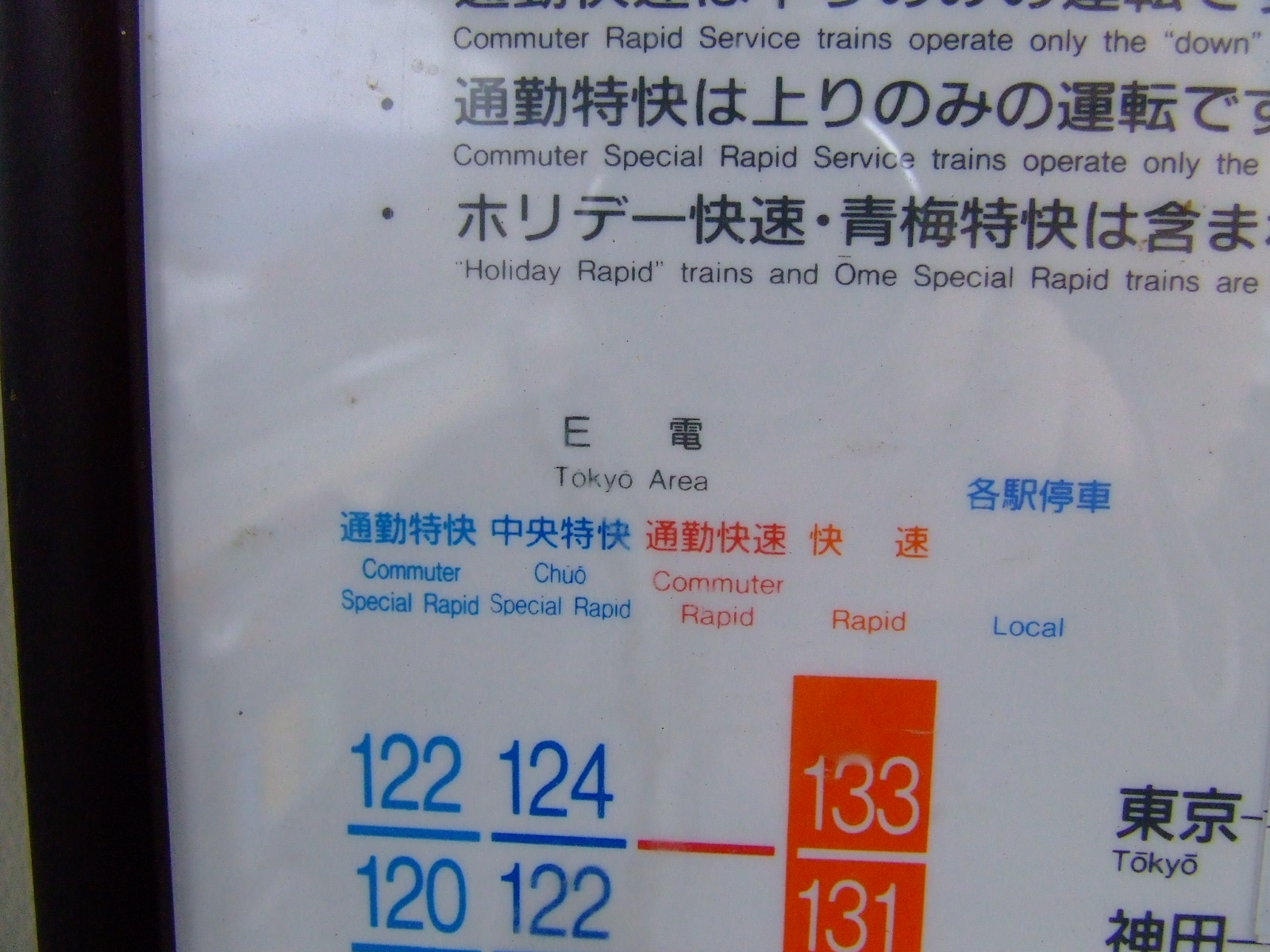
勝沼ぶどう郷駅の「E電」表記（2007年）

こうして死語となってしまった「E電」は、旅客案内でもほぼ用いられなくなり、ほとんどの駅の案内表示からも姿を消した。しかし、JR東日本の社内用語としては現存しており、JR東日本管内の中央線を例に取ると、東京 - 高尾間を「快速線」「急行線」「E電線」とし、高尾以西を「列車線」「中央本線」と呼び分けている。
JRの公式時刻表である『JR時刻表』（交通新聞社発行）の「普通運賃の計算」ページにも「東京の電車特定区間（E電）」の表記が現存する。また現在でもJRのポスターやプレスリリースなどで「E電」の表記が使用されることがあり、一例として2010年代後半においても、2016年4月6日にJR東日本が発表した駅ナンバリング導入についてのプレスリリース中に「※電車特定区間（E電区間）の各駅に導入します。」という文言があった。このため「E電」という用語が現存していたことがインターネット上で話題となった。
このプレスリリースが話題となったことを受けて行われた取材に対し、JR東日本広報は同年「以前公募で決めた愛称で、今も使っています」「ご承知の通り、当社発足の際、公募により愛称として決定させて頂きました。その後、特にあえて使わなくするということもなく、場合に応じて使っております」「『まだ今も（E電という呼称を）使うんだ』という感覚では捉えていないです」と回答しており、JR東日本としては「E電」という用語は「死語ではない」とする認識を示している。
なお『JR時刻表』内でも、東京近郊路線の時刻表に添えられていた「東京地区（E電・標準時分）」の「E電」表記は1997年に抹消され、それ以降は「東京地区（標準時分）」となっている。続いて1998年には、欄外の「乗り換え（掲載ページ）」に記載された「E電各線」も「東京近郊各線」に変更されている。
社内での評価としては、JR東日本発足当時の副社長で「E電」選考にも関わった山之内秀一郎は、「結果は大失敗だった」とし、「日本語を乱すものとして強い批判を浴びたこともあるが、世の中の方々が全く使ってくださらなかった。結果としては『JR』が定着してしまった」「お客様にとっては国電と中電（中距離電車）の区別などどうでもよい。ほとんど全部の列車が（電気で走る）電車になってしまった現在ではもう『電車』の文字は不要なのだった」と著書の中で述べている。
山之内が言うように、国鉄時代は近距離電車である「国電」と中距離電車を区別しており（当時は「汽車」と呼ばれる、電気機関車牽引の普通客車列車もまだ残っていた。「電車線・列車線」も参照）、JR発足後に「国電」を「E電」に改称したものの、1980年代後半には都心へも郊外へも電車（通勤形電車）で行くようになり、一般乗客にとっては「国電／E電」と「中電」の区別はもはや意味がなくなっていた。そのため「E電」の語も定着せず、単に「JR」ないしは「JR線」と呼ばれることになった。「E電」が死語となった現在では、元の「国電」に対応する一般的な呼称はなくなっているが、そのことによる利用上・案内上の問題は特に生じていない。
そうした事情もあり、中距離電車が走る山梨県内では例外的に「E電」が定着し、東京方面から乗り入れる中央線快速を（中央本線の中距離電車と区別して）「E電」と呼ぶことがある。山梨県庁や大月市立大月短期大学の公式ウェブサイトにも「E電」の表記が現存する。2022年9月に八王子支社が出したプレスリリースでも「高尾～八王子間のE電区間の街並みへの～」という表記がされた。また山梨県内の中央本線の路線図（駅ホームの柱に掛けられている縦長のもの）に「E電 Tokyo Area」の表記が見られるが、神奈川県境に近い上野原駅などでは、近年「E電」表記がない路線図に取り替えられた。
常磐快速線の駅ホーム路線図にあった駅・所要時間案内でも、山梨県内の中央本線と同様に、快速電車について「E電快速」と表記されていたが、中距離普通列車との停車駅統一に伴い、停車駅統一の2004年3月頃から呼称統一の10月頃までに、路線図が取り替えられ「E電」表記はなくなった。
かつては蒲田駅東口の案内表示に「E電・東京急行のりば」の表記が残っており、貴重な現存例として知られていたが、2007年から2008年にかけての駅リニューアルと駅ビル工事に伴い撤去された。しかもこの案内表示には「JR線きっぷうりば」の表記もあり、「E電」と「JR線」表記が混在していた。また「E電」と併記されていた「東京急行」の社名も、2019年の東急の会社再編により消滅している。
現在は、東京駅総武線地下ホーム階段上部の壁面に、その壁の前に吊り下がる案内標の後ろで見えにくい形ではあるが現存しており、「E電」と英語表記「INTRA-CITY＆SUBURBAN TRAINS」が併記されている。
なお、E電および国電の範囲とはやや異なるが、運転指令業務分野において、線区の区分として山手線・京浜東北線・根岸線・埼京線などを管轄する「E電方面指令」という言葉が残っている。

## その他
- JR東日本による定着せず終わった愛称の例としては、他に北陸新幹線の長野駅以東開業時における初期の愛称「長野行新幹線」があるが、これは北陸地方への配慮など様々な経緯が含まれている。詳しくは「長野新幹線#「長野新幹線」の呼称の変遷」を参照。